# West Liberty (Iowa)
West Liberty – miasto w Stanach Zjednoczonych, w stanie Iowa, w hrabstwie Muscatine. Zgodnie ze spisem statystycznym z 2000 roku, miasto liczyło 3332 mieszkańców.